# Saddington
Saddington – wieś w Anglii, w hrabstwie Leicestershire, w dystrykcie Harborough. Leży 15 km na południowy wschód od miasta Leicester i 129 km na północny zachód od Londynu.